# 橿原神宮前駅

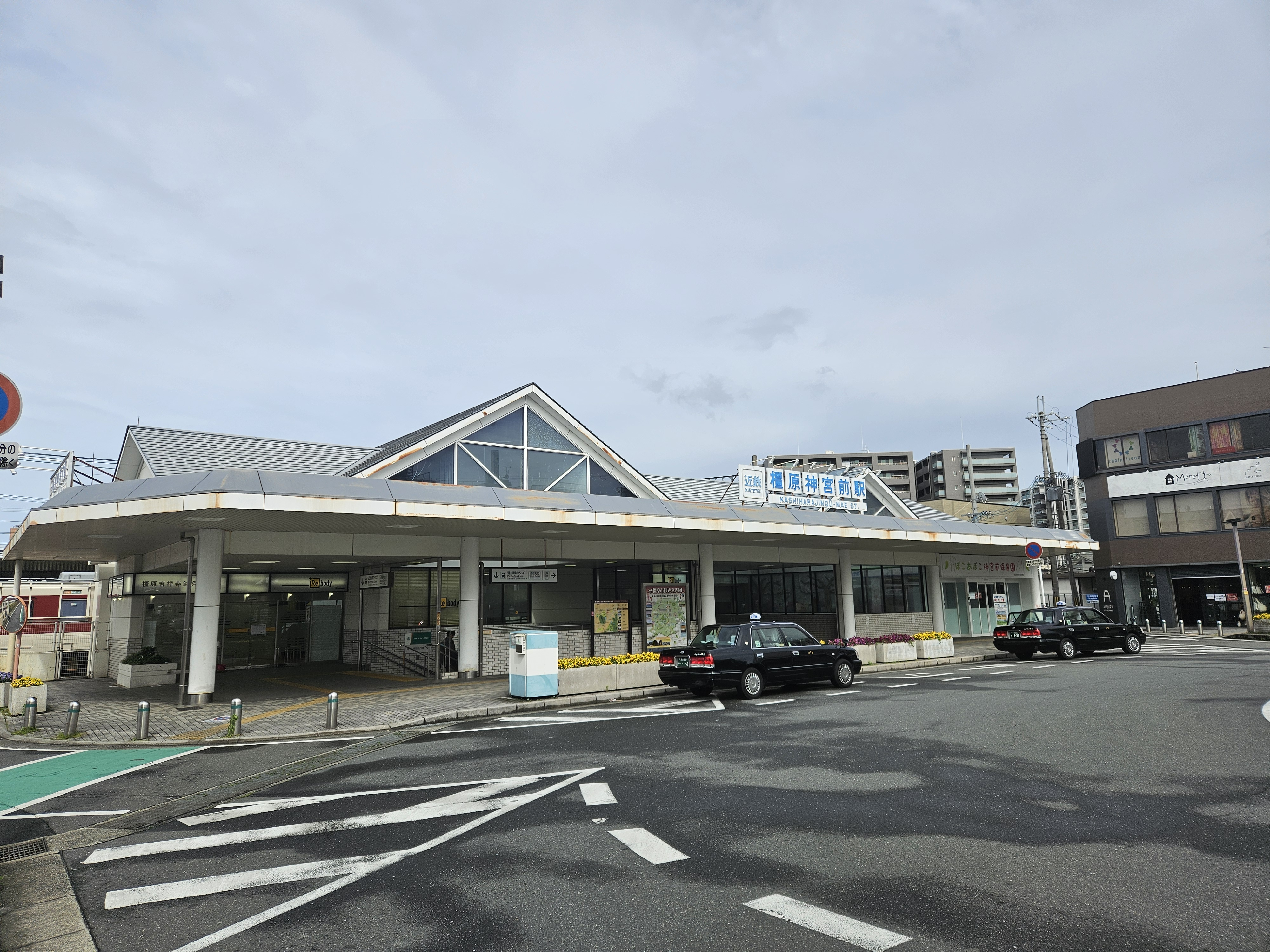
西口（2025年5月）

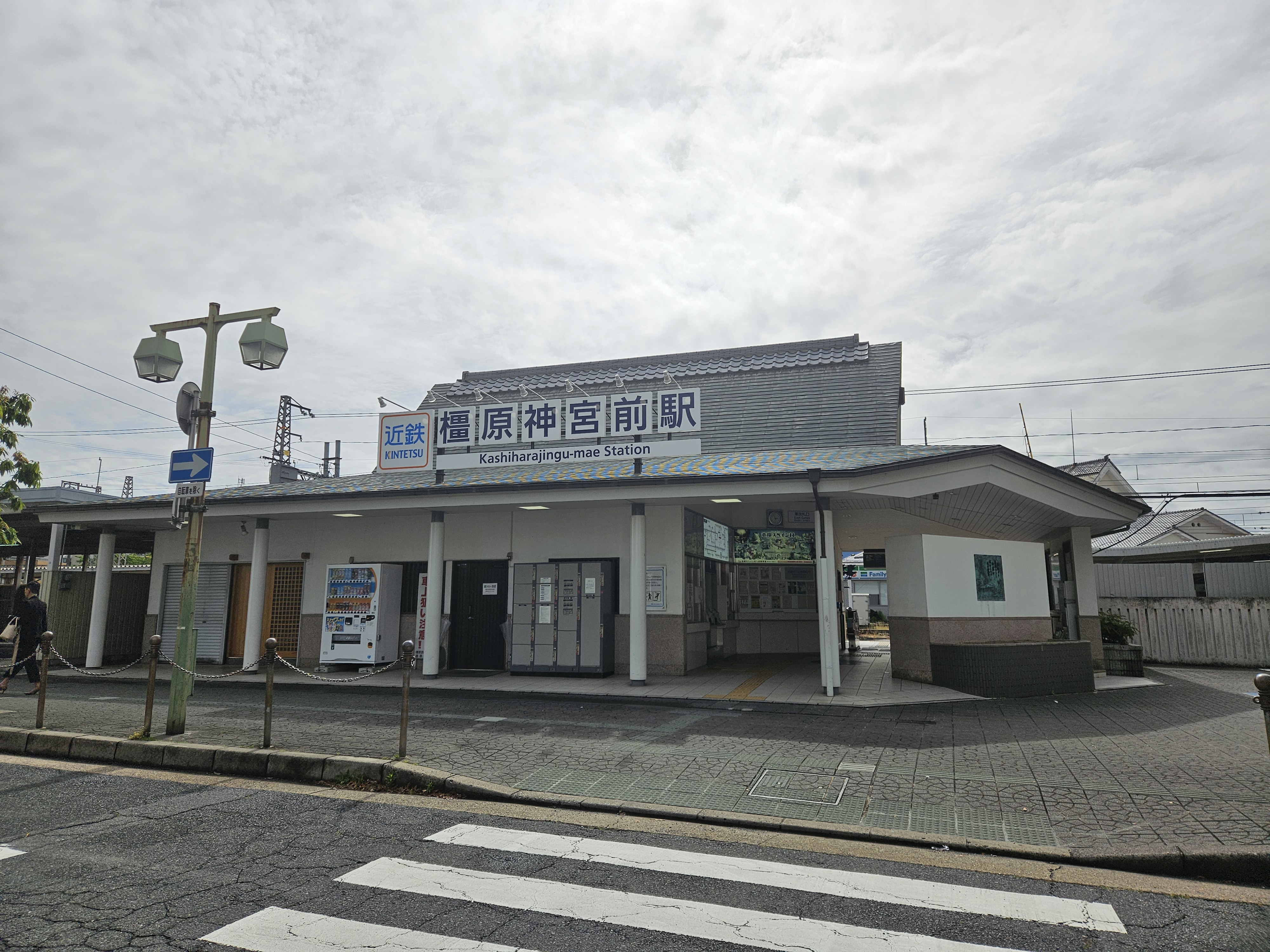
東口（2025年5月）

橿原神宮前駅（かしはらじんぐうまええき）は、奈良県橿原市久米町にある、近畿日本鉄道（近鉄）の駅。駅長配置駅である。私鉄では日本最大級のホーム数(4面8線)を有し大阪中心部、奈良県中部及び飛鳥吉野地方、京都、奈良市より列車が集結する奈良県最大のターミナル駅である。
駅舎が3つあり中央口駅舎は初代新歌舞伎座の設計で有名な建築家・村野藤吾の設計。第1回近畿の駅百選選定駅。

## 乗り入れ路線
- 近畿日本鉄道
  - 橿原線 - 駅番号はB42
  - 南大阪線 - 駅番号はF42
  - 吉野線 - 駅番号はF42

近鉄の駅ナンバリングは、京都駅 - 吉野駅・近鉄奈良駅・賢島駅のルートを基準に付番されるため、当駅を通る各路線の駅番号は京都駅からの通し番号になっており、南大阪線はF28 - F41が欠番となっている。
橿原線と南大阪線は当駅が終点、吉野線は当駅が起点であるが、このうち南大阪線と吉野線は直通運転を行なっており、一体的な運行形態となっている。後述の通り、橿原線は軌間が異なるため直通運転出来ない。

## 歴史
現駅北西の橿原神宮の前に大阪電気軌道畝傍線（広軌、現在の橿原線）の（旧）橿原神宮前駅（終点）があった。1923年（大正12年）12月、狭軌の吉野鉄道は吉野口から北進して（旧）橿原神宮前駅に乗り入れた。1924年（大正13年）、吉野鉄道は省線畝傍駅までさらに北東進し、吉野口・畝傍の双駅で省線と連絡するようになった。
一方、久米寺（寺院）の前の大阪鉄道（現在の南大阪線）線上には橿原神宮駅があり、そこから南東進して、吉野鉄道久米寺駅に乗り入れていた（現4 - 7番のりば）。その後、大阪電気軌道が吉野鉄道を吸収し、（旧）橿原神宮前 - 久米寺間を広狭軌併用の三線軌条に改造して、久米寺駅に乗り入れるようになった。
1940年（昭和15年）の皇紀2600年祭を控え、橿原神宮周辺整備の都市計画事業により、前年に畝傍線を移設して新たに駅（現在の駅柿の葉寿司売り場と0 - 3番のりば、なお、現台車振替作業所の位置にも狭軌用ホームがあった）を新設した上で久米寺駅から改称し、（旧）橿原神宮前駅、橿原神宮駅は廃止された。この際に、橿原神宮駅駅と改称し、駅名に「駅」が含まれる珍しいケースになった。1970年（昭和45年）には（新）橿原神宮前駅に改称され、列車内・駅構内でも「橿原神宮前」と呼ぶようになった。いまでも奈良交通バスのバス停は「橿原神宮駅」を使用している。なおこれとは別に、駅名と同じの「橿原神宮前」バス停が存在するが、駅からは離れた場所にある。

### 年表
- 1923年（大正12年）
  - 3月21日：大阪電気軌道畝傍線（現在の橿原線）平端 - 橿原神宮前間延伸時に（旧）橿原神宮前駅開業[2]。当時、八木駅（現在の八木西口駅）以南は現在と異なるルートであった。
  - 12月5日：吉野鉄道（現在の吉野線）の（旧）橿原神宮前 - 吉野口間が開業、大阪電気軌道の橿原神宮前駅に接続[3]。
- 1924年（大正13年）11月1日：吉野鉄道、省線桜井線畝傍駅への連絡線（のちの小房線。省線畝傍 - （旧）橿原神宮前間）を開業[3]。
- 1929年（昭和4年）
  - 3月29日：大阪鉄道（現在の南大阪線）の古市 - 久米寺間が開業[3]。このとき大阪鉄道が橿原神宮駅を大和池尻（現在の橿原神宮西口）と久米寺の間に設置[3]。吉野鉄道が大阪鉄道との接続駅として現在の橿原神宮前駅の前身となる久米寺駅を設置。
  - 8月1日：吉野鉄道を大阪電気軌道が買収、同社の吉野線とする[3]。
- 1930年（昭和5年）7月10日：吉野線の（旧）橿原神宮前 - 久米寺間を三線軌条化し、大阪電気軌道畝傍線の電車が久米寺駅に乗り入れて吉野線に接続をはかるようになる[3]。
- 1939年（昭和14年）
  - 3月1日：吉野線の小房 - （旧）橿原神宮前間を、小房 - 久米寺の新線に切替。
  - 7月28日：畝傍線の八木西口 - （旧）橿原神宮前間及び吉野線の（旧）橿原神宮前 - 久米寺間を廃止し、八木西口 - 畝傍御陵前 - 久米寺の新線に切替（（旧）橿原神宮前駅を廃止し、神武御陵前駅は畝傍御陵前駅に改称のうえ新線上に移転）[4]。同時に、大阪電気軌道の久米寺駅を橿原神宮駅駅に改称し、新線部分を含めた西大寺（現在の大和西大寺） - 八木西口 - 橿原神宮駅を橿原線とする。省線畝傍駅への連絡線は畝傍御陵前駅で分岐するようになる（畝傍御陵前 - 橿原神宮駅間は並走区間の扱い）。
  - 8月15日：大阪鉄道の橿原神宮駅を廃止[5][6]。
- 1940年（昭和15年）4月1日：大阪鉄道の久米寺駅を橿原神宮駅駅に改称。
- 1941年（昭和16年）
  - 3月15日：大阪電気軌道が参宮急行電鉄と合併[3]。橿原線と吉野線は新発足した関西急行電鉄の路線となり、同社と大阪鉄道の駅となる。
  - 6月：吉野線の畝傍 - 橿原神宮駅間を小房線と改称。
- 1943年（昭和18年）2月1日：関西急行鉄道が大阪鉄道を合併し、関急単独駅となる[3]。旧大阪鉄道線は天王寺線に改称。
- 1944年（昭和19年）6月1日：戦時統合により関西急行鉄道が南海鉄道（現在の南海電気鉄道）と合併し近畿日本鉄道に改組[3]。天王寺線は南大阪線に改称。
- 1945年（昭和20年）6月1日：小房線の旅客営業休止[5]。
- 1950年（昭和25年）7月1日：小房線休止（その後1952年（昭和27年）4月1日に正式廃止）[5]。
- 1970年（昭和45年）3月1日：橿原神宮駅駅が（新）橿原神宮前駅に改称[3]。
- 1995年（平成7年）11月：西出口と中央出口の連絡地下通路の設置。
- 1997年（平成9年）12月28日：南大阪線のホームを8両分に延伸した部分の供用開始[7]。
- 2001年（平成13年）2月1日：SF（ストアードフェア）システムの導入および「スルッとKANSAI」対応カードの取り扱い開始に伴い、当駅における「途中下車指定駅」の制度が廃止される。
- 2007年（平成19年）4月1日：PiTaPa使用開始[8]。
- 2014年（平成26年）11月15日：天皇・皇后の奈良訪問（全国豊かな海づくり大会臨席など）に伴うお召し列車が、京都駅から当駅間に運転される（片道のみ。11月17日には近鉄奈良駅から京都駅間にも運転）[9]。
- 2016年（平成28年）4月2・4日：天皇・皇后の奈良視察（神武天皇式年祭参拝など）に伴うお召し列車が、京都駅から当駅間に運転される（往路は2日、復路は4日）[10]。
- 2018年（平成30年）3月28日：接近・発車の案内放送が更新。
- 2019年（平成31年）3月27日：天皇・皇后の退位に伴う親謁の儀神武天皇陵拝礼に伴うお召し列車が、京都駅から当駅間に運転される（その日のうちに京都駅に戻る）[11]。

## 駅構造

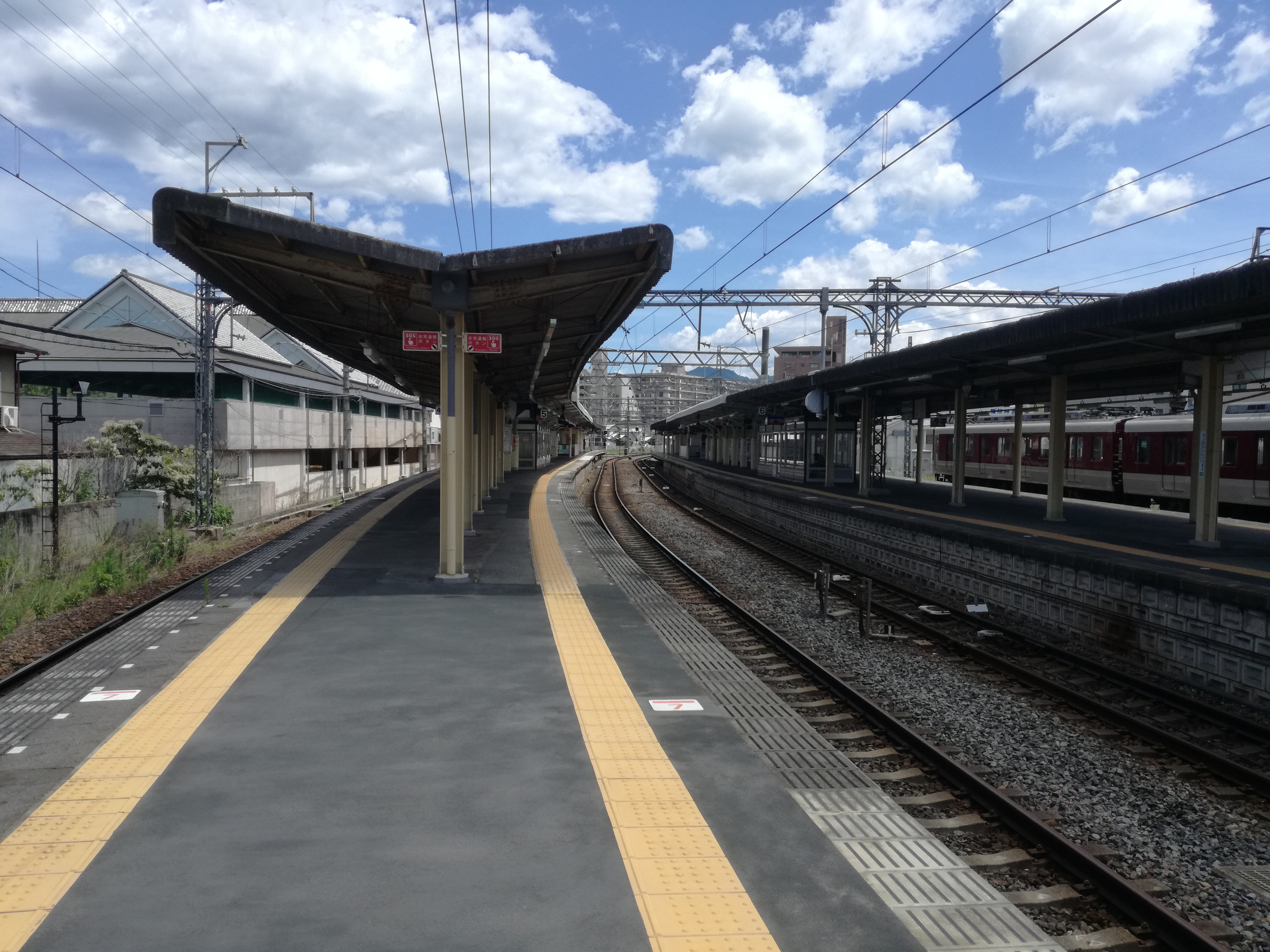
南大阪線・吉野線プラットホーム（2021年7月）
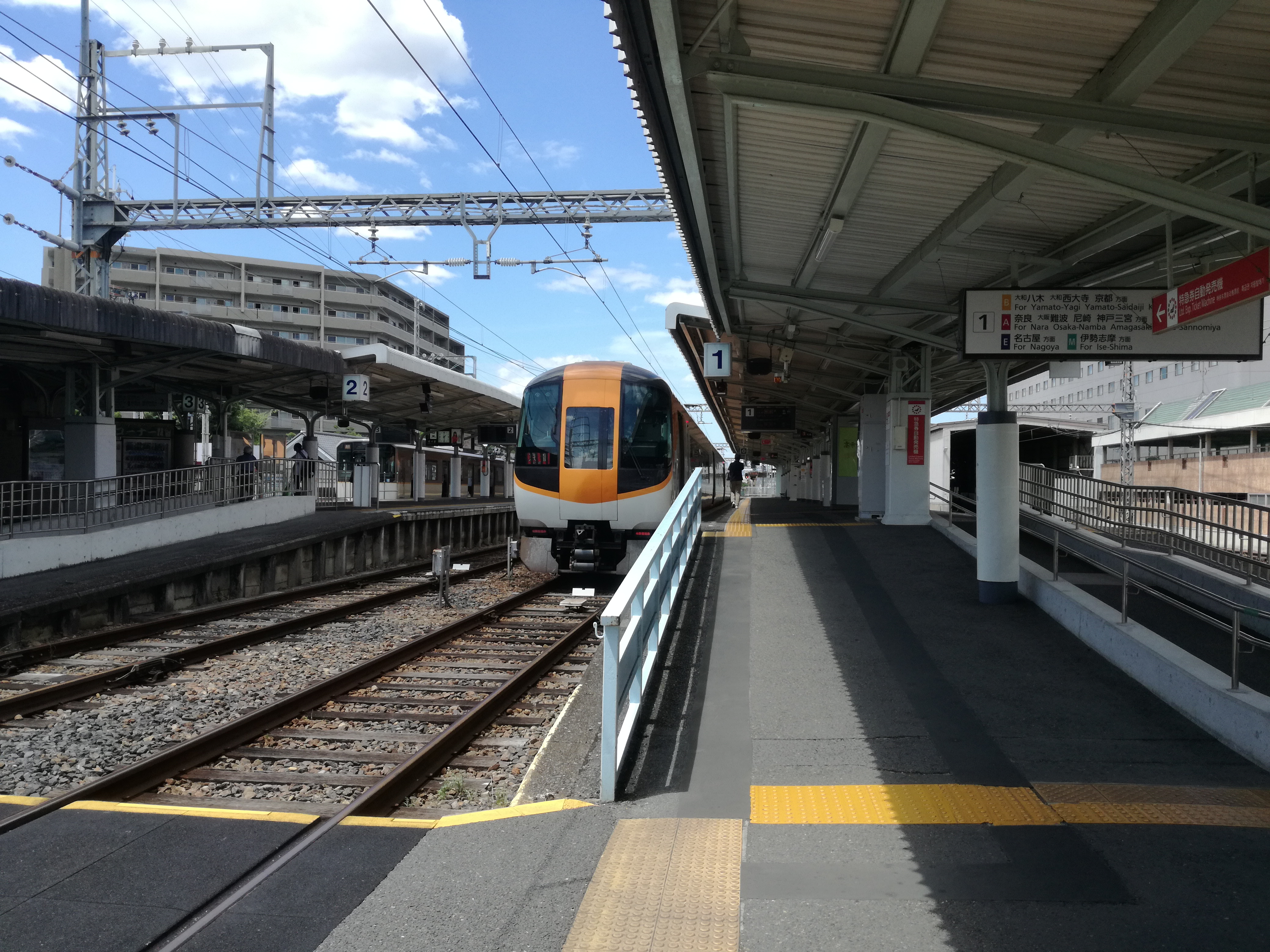
橿原線プラットホーム（2021年7月）
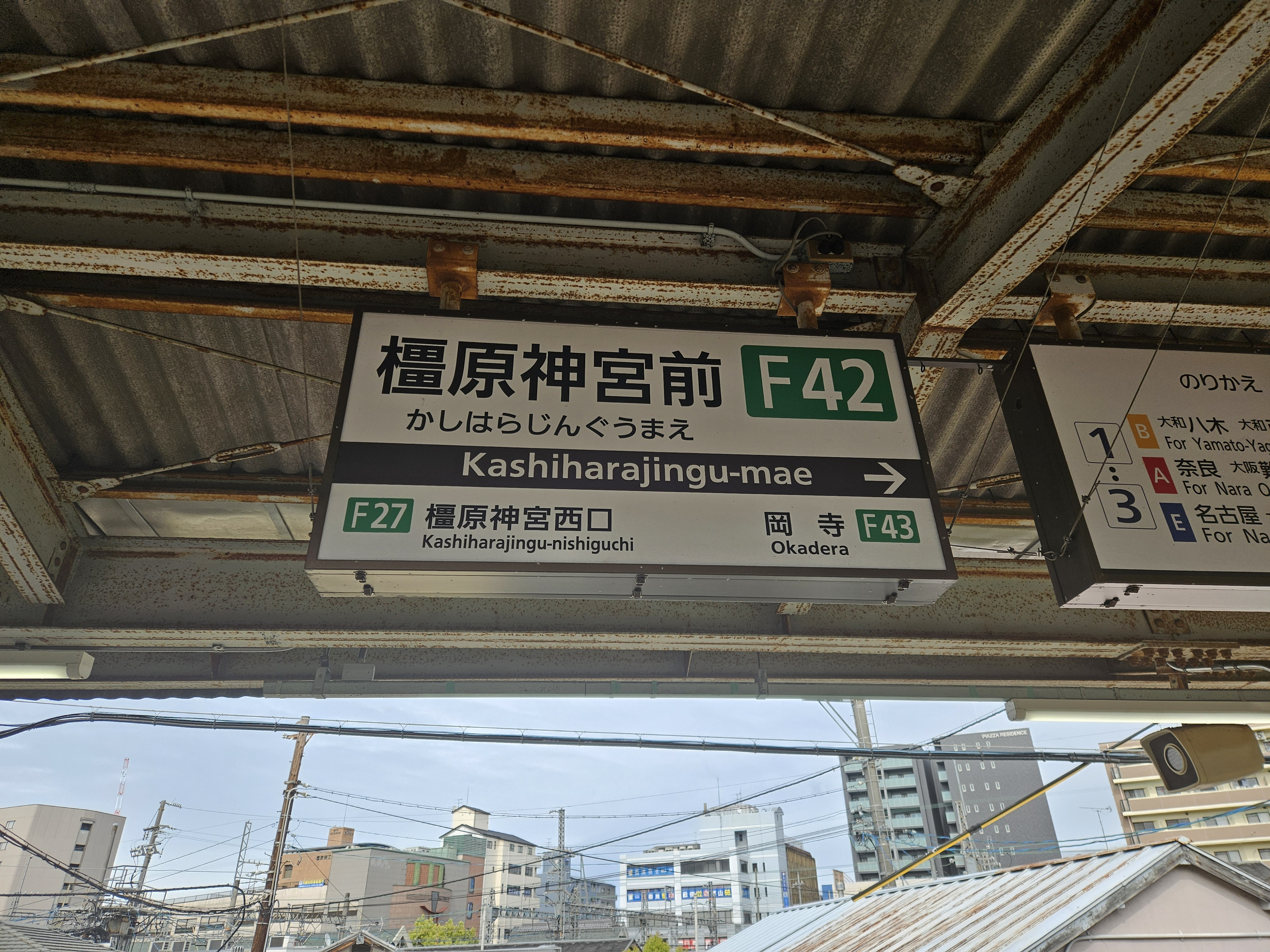
南大阪線・吉野線駅名標
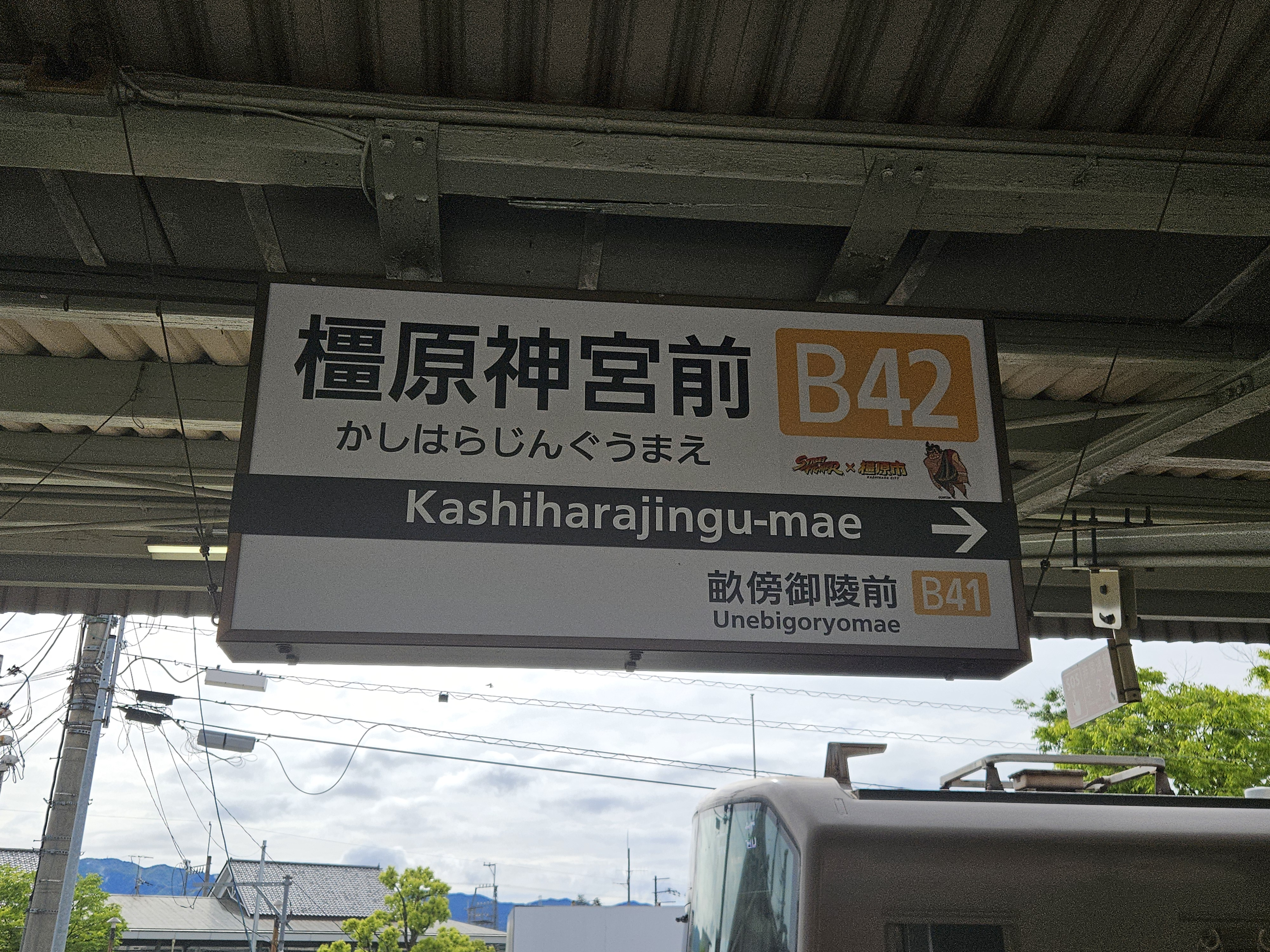
橿原線駅名標

地上駅で2面4線のホームが2つある。東側の1 - 3番のりばは標準軌の橿原線（有効長6両）、西側の4 - 7番のりばは狭軌の南大阪線・吉野線（有効長8両）である。1番のりばと同一ホームの向かい側にあるかつての0番のりばは狭軌となっており、天皇皇后や皇太子の行幸啓や、団体輸送や臨時列車での乗換を便利にするために、南大阪線・吉野線の臨時・貸切列車が入線することがある。0番のりばの東側の51番線にはトラバーサなどの設備庫があり、南大阪・吉野線の車両が検査のため五位堂検修車庫へ回送する際に狭軌と標準軌の台車履替を行っている。0番のりばは以前8番のりばと称されていたが、2017年4月の特急「青の交響曲」の当駅を始発・終着とする列車の設定に伴い、「0番のりば」と書かれた看板が設置された。この時以前に、8番のりばであることを示す看板は存在しなかった。
改札口は3ヶ所で、橿原線ホーム東側に東改札（自動改札機4台）、橿原線ホームと南大阪・吉野線ホームの間に中央改札（自動改札機3台）、南大阪・吉野線ホーム西側地下に西改札（自動改札機4台）がある。橿原線ホームと東改札および中央改札は構内踏切、南大阪・吉野線ホームと中央改札および西改札は地下道で連絡している。橿原線のりばと南大阪線のりばとは中央通路（コンコース）で結ばれており、通路北側に中央改札が位置し、駅長室が隣接している。中央通路両側には、各種駅構内施設が入居している。中央通路西側（南大阪線線路手前）から地下通路への階段となり（エレベータあり）、南大阪線ホームへは、それぞれ階段とエレベータで結ばれている。地下通路の先に西改札が位置する。西改札が地下化される前は、中央通路から直接構内踏切で結ばれており、当時の改札には当駅唯一の自動改札機が設置されていた。
東改札と橿原線ホーム、中央通路を結ぶ構内踏切は車止め側にあり、橿原線の急行や普通は一部を除き到着後そのまま折り返し運転するため踏切を通過しない。また、他の一部の駅で見られるような、過走時の保安のためホーム入線時に、列車が通過しないにもかかわらず踏切が閉まるようなこともない。そのためにこの踏切はあまり頻繁に遮断機が降りないが、橿原線特急や急行・普通の一部列車は到着後この踏切を越えて南側の引き上げ線に入ることもあるため、その場合は入出庫のタイミングで踏切が作動する。

### のりば
| のりば                 | 路線 | 行先 |
| ---------------------- | --- | --- |
| 橿原線ホーム           | | |
| 0                      | （貸切列車などのみが使用し、通常は南大阪・吉野線系統の留置、および大和八木方面からの電車と吉野方面の臨時列車との乗換えホームとして機能） | （貸切列車などのみが使用し、通常は南大阪・吉野線系統の留置、および大和八木方面からの電車と吉野方面の臨時列車との乗換えホームとして機能） |
| 1 - 3                  | B 橿原線 | 大和西大寺・京都方面 |
| 南大阪線・吉野線ホーム | | |
| 4・5                   | F 吉野線 | 吉野方面 |
| 6・7                   | F 南大阪線 | 大阪阿部野橋方面 |

## 特徴

### ダイヤ面
- 大和八木駅と同様、橿原市内から京都（橿原線）、大阪（南大阪線）方面へ向かう列車が出ている。橿原線の列車は全て始発列車で、南大阪・吉野線は当駅が大阪方面への折り返し拠点となっており、区間急行は当駅が終端となっている[14][15]。また、急行は当駅から吉野駅および大和八木駅までの各駅に、当駅始発の区間急行は尺土駅までの各駅に停車する[14][15]。
  - 京都方面との列車は、終日にわたって京都行き特急と急行、新田辺・大和西大寺行き普通列車が設定されている[14]。その他の区間運転列車としては、夜間に大和西大寺行き特急、朝と夜間に大和西大寺行き急行、朝と夜間に京都行き普通列車が設定されている[14]。
  - 大阪方面との列車は、ほぼ終日にわたって当駅始発の準急および当駅 - 古市駅間の普通列車が設定されている[15]。その他の区間運転列車として、朝と夕方には当駅 - 尺土駅間の普通列車、早朝と夜間に当駅発着の特急・区間急行、平日夜間と最終に当駅終着の急行がそれぞれ数本設定されている[15]。
  - 吉野方面との列車は、特急・急行の大多数の列車が南大阪線と直通運転を行なっており、吉野線においては実質的に急行が普通列車の役割を担っているため、吉野線内の区間運転列車は朝と夕方に数本設定されるのみとなっている[15]。いずれも普通列車であり、夜間に当駅始発の吉野行き（平日4本、土休日1本）、夜間に壺阪山行き・吉野口行き・六田行き（平日のみ）が各1本設定されている[15]。
- 吉野線各駅のホーム有効長が4両までであるため、南大阪線内を5両 - 8両編成で運転される吉野線直通の特急・急行は、当駅で増結・解放作業が行われる。また、当駅終着の南大阪線列車が種別変更を行なって吉野線に直通する列車もある（逆のケースもあり）。

### 駅設備・営業面
- PiTaPa・ICOCA対応の自動改札機および自動精算機（回数券カードおよびICカードのチャージに対応）が設置されている。
- 特急券は専用の自動販売機および駅窓口にて即時購入が可能[16]。定期券は黒の券売機で購入が可能で、窓口による定期券サポートにも対応する[17]。
- 大阪難波駅経由の阪神電鉄線連絡乗車券が当駅まで購入できる。
- 大阪統括部が上本町営業局と天王寺営業局に分かれていた頃は、当駅が両局の境界駅となっており、駅構内は天王寺局側の管轄となっていた。その名残で、元々上本町局管轄であった橿原線のホームの自動放送も、南大阪線主要駅と同じ様式のものとなっている。

### 軌道設備面

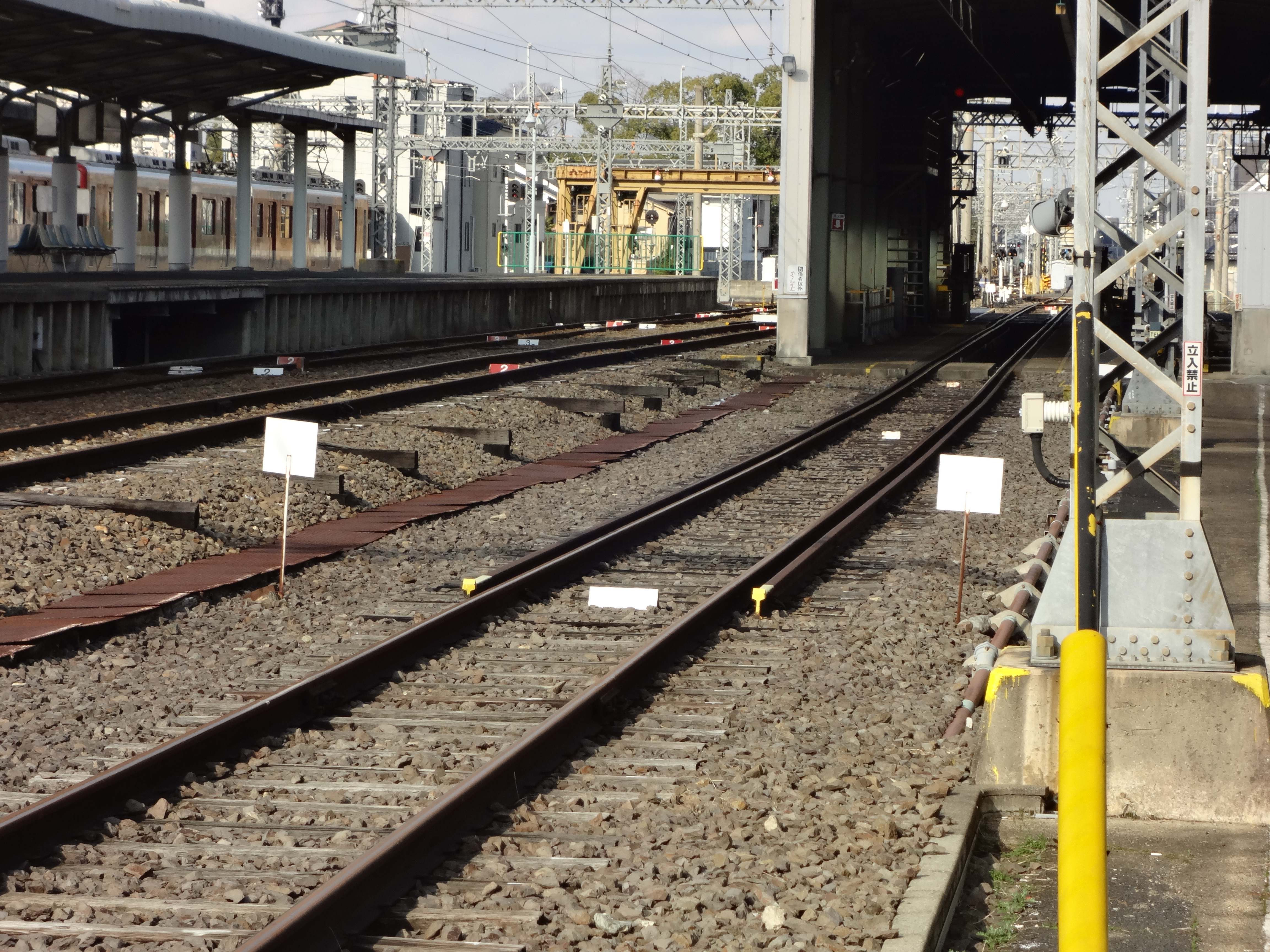
台車振替場前後の4線区間

- 南大阪線系統狭軌車両の全般検査・重要部検査は五位堂検修車庫で行うため、駅東側に台車振替場（標準軌・狭軌台車取り替え施設）があり、その台車振替場の前後は4線区間になっている。この台車振替場では、車両をジャッキで支えて台車部分の床面を下降・移動させることで仮台車に載せ替え、前後を事業用車両で挟んで五位堂まで牽引する。この時、狭軌の台車は事業用車両（電動貨車）に積載して運ばれる。
- 吉野線を吉野方面から真っ直ぐ進むと、0番線ホームに到着する。南大阪線の4 - 7番線は、左方向に分岐し、カーブを描く形状となっている。

## 利用状況
橿原神宮前駅の利用状況の変遷は下表の通り。
- 輸送実績（乗車人員）の単位は人であり、年度での総計値を示す[18]。年度間の比較に適したデータである。
- 乗降人員調査結果は任意の1日における値（単位：人）である。調査日の天候・行事等の要因によって変動が大きいため年度間の比較には注意を要する。
- 表中、最高値を赤色で、最高値を記録した年度以降の最低値を青色で、最高値を記録した年度以前の最低値を緑色で表記している。

| 年度別利用状況（橿原神宮前駅） | 年度別利用状況（橿原神宮前駅）      | 年度別利用状況（橿原神宮前駅）      | 年度別利用状況（橿原神宮前駅）      | 年度別利用状況（橿原神宮前駅）      | 年度別利用状況（橿原神宮前駅） | 年度別利用状況（橿原神宮前駅） | 年度別利用状況（橿原神宮前駅）            |
| 年度                           | 当駅分輸送実績（乗車人員）：人/年度 | 当駅分輸送実績（乗車人員）：人/年度 | 当駅分輸送実績（乗車人員）：人/年度 | 当駅分輸送実績（乗車人員）：人/年度 | 乗降人員調査結果 人/日         | 乗降人員調査結果 人/日         | 特記事項                                  |
| ------------------------------ | ----------------------------------- | ----------------------------------- | ----------------------------------- | ----------------------------------- | ------------------------------ | ------------------------------ | ----------------------------------------- |
| 年度                           | 通勤定期                            | 通学定期                            | 定期外                              | 合 計                               | 調査日                         | 調査結果                       | 特記事項                                  |
| 1982年（昭和57年）             |                                     | ←←←←                                |                                     |                                     | 11月16日                       | 24,528                         |                                           |
| 1983年（昭和58年）             |                                     | ←←←←                                |                                     |                                     | 11月8日                        | 26,537                         |                                           |
| 1984年（昭和59年）             |                                     | ←←←←                                |                                     |                                     | 11月6日                        | 28,137                         |                                           |
| 1985年（昭和60年）             |                                     | ←←←←                                |                                     |                                     | 11月12日                       | 26,363                         |                                           |
| 1986年（昭和61年）             |                                     | ←←←←                                |                                     |                                     | 11月11日                       | 27,961                         |                                           |
| 1987年（昭和62年）             |                                     | ←←←←                                |                                     |                                     | 11月10日                       | 27,000                         |                                           |
| 1988年（昭和63年）             |                                     | ←←←←                                |                                     |                                     | 11月8日                        | 29,023                         |                                           |
| 1989年（平成元年）             |                                     | ←←←←                                |                                     |                                     | 11月14日                       | 27,569                         | 消費税3％導入                             |
| 1990年（平成2年）              |                                     | ←←←←                                |                                     |                                     | 11月6日                        | 28,206                         |                                           |
| 1991年（平成3年）              |                                     | ←←←←                                |                                     |                                     |                                |                                |                                           |
| 1992年（平成4年）              |                                     | ←←←←                                |                                     |                                     | 11月10日                       | 27,662                         |                                           |
| 1993年（平成5年）              |                                     | ←←←←                                |                                     |                                     |                                |                                |                                           |
| 1994年（平成6年）              |                                     | ←←←←                                |                                     |                                     |                                |                                |                                           |
| 1995年（平成7年）              |                                     | ←←←←                                |                                     |                                     | 12月5日                        | 26,245                         |                                           |
| 1996年（平成8年）              |                                     | ←←←←                                |                                     |                                     |                                |                                |                                           |
| 1997年（平成9年）              |                                     | ←←←←                                |                                     |                                     |                                |                                | 消費税3％→5％                             |
| 1998年（平成10年）             |                                     | ←←←←                                |                                     |                                     |                                |                                |                                           |
| 1999年（平成11年）             |                                     | ←←←←                                |                                     |                                     |                                |                                |                                           |
| 2000年（平成12年）             |                                     | ←←←←                                |                                     |                                     |                                |                                |                                           |
| 2001年（平成13年）             | 2,961,480                           | ←←←←                                | 1,831,188                           | 4,792,668                           |                                |                                |                                           |
| 2002年（平成14年）             | 2,835,270                           | ←←←←                                | 1,787,011                           | 4,622,281                           |                                |                                |                                           |
| 2003年（平成15年）             | 2,726,640                           | ←←←←                                | 1,752,647                           | 4,479,287                           |                                |                                |                                           |
| 2004年（平成16年）             | 2,639,640                           | ←←←←                                | 1,648,107                           | 4,287,747                           |                                |                                |                                           |
| 2005年（平成17年）             | 2,546,520                           | ←←←←                                | 1,620,179                           | 4,166,699                           | 11月8日                        | 21,780                         |                                           |
| 2006年（平成18年）             | 2,508,300                           | ←←←←                                | 1,602,946                           | 4,111,246                           |                                |                                |                                           |
| 2007年（平成19年）             | 2,484,630                           | ←←←←                                | 1,611,599                           | 4,096,229                           |                                |                                |                                           |
| 2008年（平成20年）             | 2,461,590                           | ←←←←                                | 1,567,907                           | 4,029,497                           | 11月18日                       | 20,615                         |                                           |
| 2009年（平成21年）             | 2,361,540                           | ←←←←                                | 1,503,241                           | 3,864,781                           |                                |                                |                                           |
| 2010年（平成22年）             | 2,314,560                           | ←←←←                                | 1,519,936                           | 3,834,496                           | 11月9日                        | 19,960                         |                                           |
| 2011年（平成23年）             | 2,252,010                           | ←←←←                                | 1,475,962                           | 3,727,972                           |                                |                                |                                           |
| 2012年（平成24年）             | 2,198,280                           | ←←←←                                | 1,468,256                           | 3,666,536                           | 11月13日                       | 18,551                         |                                           |
| 2013年（平成25年）             | 2,221,140                           | ←←←←                                | 1,516,016                           | 3,737,156                           |                                |                                | あべのハルカス開業                        |
| 2014年（平成26年）             | 2,121,360                           | ←←←←                                | 1,484,433                           | 3,605,793                           |                                |                                | 消費税5％→8％                             |
| 2015年（平成27年）             | 2,118,990                           | ←←←←                                | 1,514,767                           | 3,633,757                           | 11月10日                       | 18,862                         |                                           |
| 2016年（平成28年）             | 2,060,130                           | ←←←←                                | 1,508,413                           | 3,568,543                           |                                |                                | 9月10日より観光特急「青の交響曲」運行開始 |
| 2017年（平成29年）             | 2,046,780                           | ←←←←                                | 1,495,581                           | 3,542,361                           |                                |                                |                                           |
| 2018年（平成30年）             | 2,040,690                           | ←←←←                                | 1,473,563                           | 3,514,253                           | 11月13日                       | 17,815                         |                                           |
| 2019年（令和元年）             | 2,074,770                           | ←←←←                                | 1,484,455                           | 3,559,225                           |                                |                                | 消費税8％→10％                            |
| 2020年（令和2年）              |                                     | ←←←←                                |                                     |                                     |                                |                                |                                           |
| 2021年（令和3年）              |                                     | ←←←←                                |                                     |                                     | 11月9日                        | 15,167                         |                                           |
| 2022年（平成4年）              |                                     | ←←←←                                |                                     |                                     | 11月8日                        | 16,713                         |                                           |
| 2023年（平成5年）              |                                     | ←←←←                                |                                     |                                     | 11月7日                        | 17,139                         |                                           |

## 駅構内施設
- 2・3番のりば
  - 自動販売機コーナー（以前は売店がおかれていた）
- 橿原線乗り場⇔南大阪線、吉野線乗り場連絡通路
  - リトルマーメイド（パン屋）
  - 奈良交通CI-CAチャージ機
  - KCNテレビモニタ
  - きはる（和食店）
  - ファミリーマート近鉄橿原神宮前駅店（2011年9月3日までam/pm[19]）
  - マツモトキヨシ橿原神宮前店
  - 飲食店（たこ焼き屋）
  - ドトールコーヒーショップ近鉄橿原神宮前駅店
  - 土産物店
  - 弁当・惣菜店
  - 和菓子店
  - 柿の葉寿司店
  - 南都銀行ATM

※以前は若草書店が存在した。

## 駅周辺施設等
西口
- タクシー乗り場（近鉄タクシー用）
- 橿原市営駐輪場
- 久米寺
- 久米町公民館
- 奈良芸術短期大学
- 橿原学院高等学校
- 奈良県道207号
- 奈良県道240号

中央口

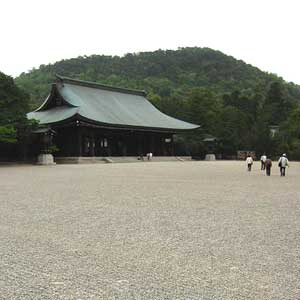
橿原神宮

- タクシー乗り場（橿原タクシー・壷阪タクシーの2社用）
- 橿原神宮前交番
- 橿原市営駐輪場
- 橿原神宮
- 奈良県立橿原公苑（県立野球場・県立陸上競技場 ほか）
- 畝傍郵便局
- 奈良県薬業会館
- 橿原観光ホテル
- 南都銀行神宮前支店
- 橿原オークホテル
- 奈良県道125号
- 奈良県道133号

東口
- タクシー乗り場（橿原タクシー・中川タクシーの2社用）
- 近鉄フラワーレンタサイクル
- 明日香レンタサイクル
- 大紀レンタカー
- 橿原市営駐輪場
- グランドメルキュール奈良橿原
- 橿原市商工経済会館（橿原商工会議所。入居テナントについては当該項目を参照）
- 橿原市営駐車場（商工経済会館横）
- 大和信用金庫橿原支店
- 三十三銀行ATM
- 内藤証券橿原支店
- 大和橿原病院
- 平井病院
- 橿原市立畝傍中学校
- デイリーカナートイズミヤ
- キリン堂橿原神宮店
- 剣池嶋上陵（孝元天皇陵）
- 国道169号
- 奈良県道124号
- 奈良県道208号

### バス路線
のりばは西口、中央口、東口の3か所に分かれる。すべて奈良交通により運行されている。詳細は奈良交通葛城営業所などを参照。
西口のりば
- [25]：南白橿行（南妙法寺を経由せず)
- [26][28]：南妙法寺町経由 南白橿行
- [28]：畝傍御陵・医大病院前経由 大和八木駅行
- [33]：光陽中学校経由 イオンモール橿原行
- [36]：古作・観音寺経由 橿原神宮前駅（中央口）行（循環系統）
- [37]：古作経由 観音寺行
- [33][37]：久米寺前経由 橿原神宮前駅（中央口）行
- [53]：近鉄御所駅行
- [53]：医大病院玄関口経由 大和八木駅行

中央口のりば
- [28]：畝傍御陵・医大病院前経由 大和八木駅行
- [28]：南妙法寺町経由 南白橿行
- [33]：光陽中学校経由 イオンモール橿原行
- [36]：古作・観音寺経由 橿原神宮前駅（中央口）行（循環系統）
- [37]：古作経由 観音寺行

東口1番のりば
- [8]：小房・医大病院前経由 大和八木駅行
- [51][52][53]：小房・医大病院玄関口経由 大和八木駅行
- [51]：矢走口経由 下市口駅行
- [52]：畑屋経由 下市口駅行
- [53]：近鉄御所駅行

東口2番のりば
- [2]：明日香小山・飛鳥大仏経由 岡寺前行
- [5]：菖蒲町四丁目経由 岡寺前行
- [7]：菖蒲町四丁目経由 菖蒲町四丁目南行（19時以降運行）
- [8][9]：菖蒲町四丁目行
- [11]：岡寺駅・朱鳳台・菖蒲町四丁目経由 橿原神宮前駅東口行
- [12]：菖蒲町四丁目・朱鳳台・岡寺駅経由 橿原神宮前駅東口行
- [15] 明日香周遊バス（赤かめ）：明日香奥山・飛鳥資料館西・万葉文化館西口・石舞台・岡橋本・高松塚・飛鳥駅経由 檜前行
- [16] 明日香周遊バス（赤かめ）：明日香奥山・飛鳥資料館西・万葉文化館西口・石舞台・岡橋本・高松塚経由 飛鳥駅行
- [17] 明日香周遊バス（赤かめ）：明日香奥山・飛鳥資料館西・万葉文化館西口・岡橋本経由 石舞台行
- [18]：菖蒲町四丁目・岡寺前・飛鳥大仏経由 橿原神宮前駅東口行
- [19]：飛鳥大仏・岡寺前・菖蒲町四丁目経由 橿原神宮前駅東口行
- [23] 明日香周遊バス（赤かめ）：明日香小山・明日香奥山・飛鳥資料館西・万葉文化館西口・石舞台・岡橋本・高松塚経由 飛鳥駅行
- [文]：明日香小山・岡寺前経由  健康福祉センター行（明日香小学校休校日運休）

冬期の土曜・休日には霧氷バス和佐又山行の運行がある。

## 南大阪・吉野線 乗車・降車専用ホーム
かつて南大阪・吉野線ホームは、乗車専用ホームと降車専用ホームに分かれていた時代があった。
当時は地下通路ではなく構内踏切で、多数の橿原神宮参拝旅客に備え構内踏切を挟んで阿部野橋方と吉野方それぞれにホームが設けられていた。吉野方面（現4・5番のりば）の場合、一度阿部野橋方ホームで停止し降車客を取り扱い、その後吉野方ホームへ移動し、そこで乗車客を取り扱っていた。阿部野橋方面（現6・7番のりば）の場合は逆に、吉野方が降車・阿部野橋方が乗車の取り扱いとなる。
その後、乗客増により列車編成増大が行われホーム別の乗降分離ができなくなり、上記のホーム別による乗降分離の取り扱いは廃止された。構内踏切吉野方に設けられていたホームのうち、吉野方面行ホームは取り壊されたが、阿部野橋方面行ホームはその後も長く残されていた。しかしながらホーム入り口に柵だけでなく特急券券売機が設置され、ホームの半分以上の面積に花壇が作られるなど旅客の利用が困難な状態であった。
橿原神宮前駅改良工事の際、その残っていた阿部野橋方面行旧降車ホームも取り壊された。

## 隣の駅
近畿日本鉄道
- □特急停車駅・発着駅

B 橿原線
■急行・■普通
畝傍御陵前駅 (B41) - 橿原神宮前駅 (B42)
F 南大阪線・F 吉野線
■急行（吉野線内は各駅に停車）
高田市駅 (F24)（南大阪線） - 橿原神宮前駅 (F42) - 岡寺駅 (F43)（吉野線）
■区間急行
橿原神宮西口駅 (F27)（南大阪線） - 橿原神宮前駅 (F42)
■準急・■普通
橿原神宮西口駅 (F27)（南大阪線） - 橿原神宮前駅 (F42) - 岡寺駅 (F43)（吉野線）

### 初代橿原神宮前駅
大阪電気軌道
畝傍線
神武御陵前駅 - 橿原神宮前駅（初代）
吉野線
小房駅 - 橿原神宮前駅（初代） - 久米寺駅（現・橿原神宮前駅）